# ウドノキ
ウドノキ（独活の木）は、オシロイバナ科の植物。別名はオオクサボク。

## 特徴
ウドノキという名前だが、ウドともウドノキ属とも全く関係ない植物である。枝が軟らかく、役に立たない（つまり「独活の大木」）ため、ウドノキと名付けられたという。日本の沖縄諸島や小笠原諸島、台湾、マレーシア、ミクロネシア、ポリネシア、オーストラリアの東部などに分布している。海岸沿いの熱帯雨林に生え、高さは8m-10mになる。葉は楕円形で互生または対生。群生することもある。春に円錐花序を出し、白い花を咲かせる。果実は粘質があり、夏から秋に熟する。コウモリや鳥類などを引き付けることもある。